# Consejo Internacional de Centros Comerciales

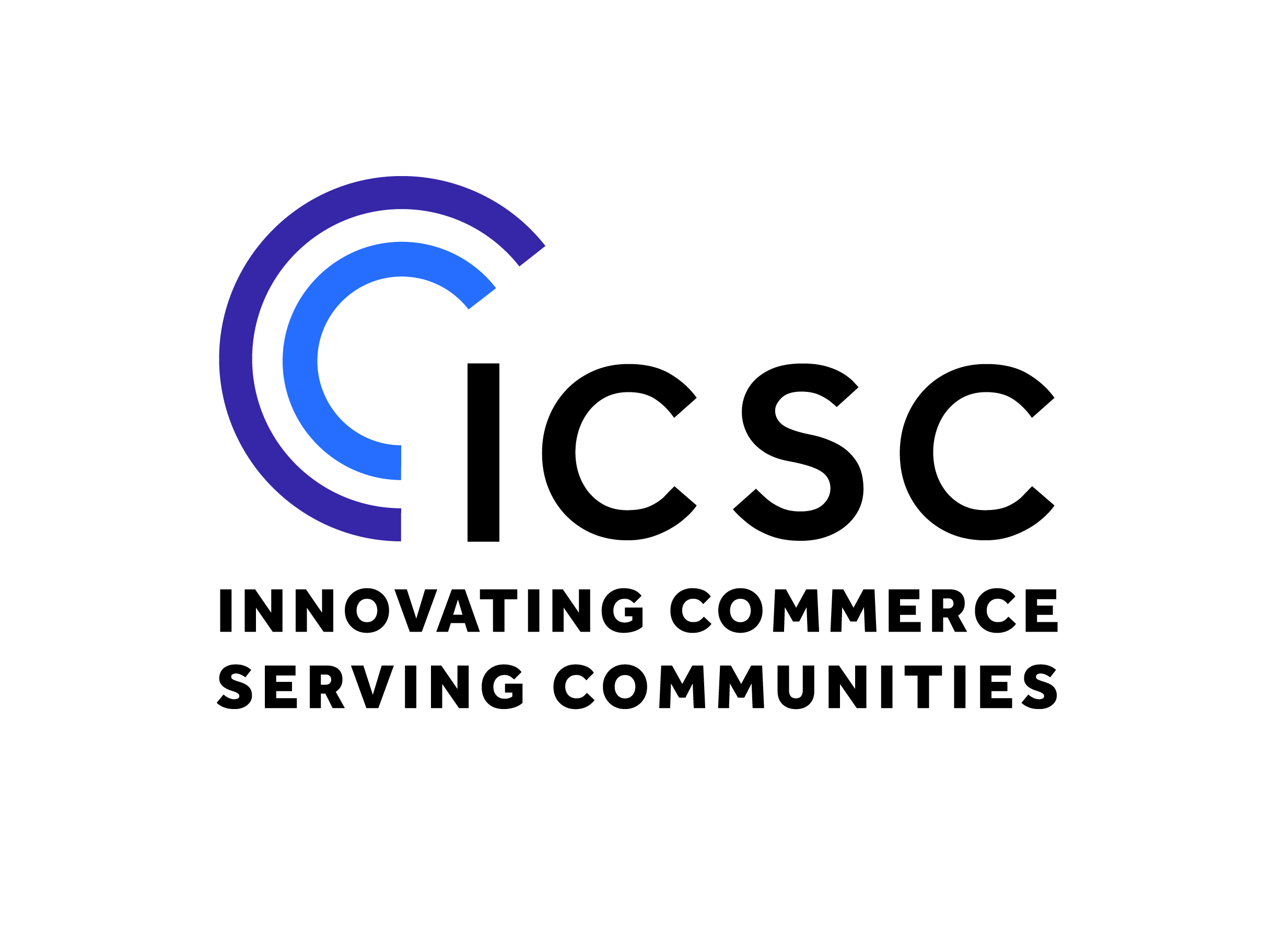
Consejo Internacional de Centros Comerciales

El Consejo Internacional de Centros Comerciales por sus siglas en inglés de ICSC (International Council of Shopping Centers) es una asociación de comercio de la industria de centros comerciales. La organización, fue fundada en 1957, y tiene un total de 70.000 miembros alrededor del mundo, que incluye propietarios, desarrolladores y gerentes de centros comerciales al igual que otros individuos y compañías gubernamentales con intereses en la industria.
EL ICSC celebra la conferencia anual CenterBuild el cual es reconocido en la industria como la primera conferencia de este tipo en el mundo.